# Gmina miejska Velenje
Gmina miejska Velenje (słoweń.: Mestna občina Velenje) – gmina w Słowenii. W 2002 roku liczyła 33300 mieszkańców.

## Miejscowości
Miejscowości wchodzące w skład miejskiej Velenje:

- Arnače
- Bevče
- Črnova
- Hrastovec
- Janškovo selo
- Kavče
- Laze
- Lipje
- Lopatnik
- Lopatnik pri Velenju
- Ložnica
- Paka pri Velenju
- Paški Kozjak
- Pirešica
- Plešivec
- Podgorje
- Podkraj pri Velenju
- Prelska
- Silova
- Šenbric
- Škale
- Škalske Cirkovce
- Šmartinske Cirkovce
- Velenje
- Vinska Gora